# Franz Anton Keller
Franz Anton Keller (* ca. 28. Juli 1772 in Krautheim; † 22. August 1838 in Karlsruhe; katholisch) war ein seit 1802 in Gräflich Salm-krautheimischen Diensten und seit 1807 im badischen Staatsdienst stehender Jurist, der 1836 in den Ruhestand versetzt wurde.

## Leben
Franz Anton Keller war verheiratet mit Catharina geborene Gilbert. Nach dem Studium an der Universität Würzburg, das er am 26. November 1790 begann, wurde er am 1. Dezember 1802 Gräflich Salm-krautheimischer Justizkanzleiassessor in Gerlachsheim und ab 1804 Kammerassessor. 1807 wurde er Justizamtmann in Grünsfeld und ab dem 24. Juli 1814 Amtmann beim Bezirksamt Gerlachsheim. Am 13. Januar 1822 wurde er Amtmann beim Bezirksamt Ettlingen, wo er zum 17. Januar 1828 zum Oberamtmann befördert wurde. Am 13. Mai 1836 wurde er in den Ruhestand versetzt.